# Música folclórica de Costa Rica
La  música folclórica de Costa Rica incluye diversas manifestaciones culturales de este país, que abarcan tanto la música como las danzas, las leyendas y tradiciones, las bombas y retahílas, los instrumentos coloniales y las canciones tradicionales, que generalmente son utilizadas durante las festividades populares y patronales, y que varían de acuerdo a cada región y pueblo del país.
La música costarricense, como es el caso de la mayoría de las manifestaciones culturales del país, es una mezcla de ritmos que llegaron de muchas partes. Dada la conformación etnológica de Costa Rica, una serie de ritmos han confluido y se han ido fusionando para dar origen a nuevas expresiones musicales, de carácter autóctono. Se reconocen en ella influencias españolas, antillanas e indígenas, y con el tiempo ha recibido también aportaciones de otras regiones de Europa y América Latina. La música folclórica costarricense se produce en cuatro zonas específicas del país: Guanacaste, Valle Central, Limón y Puntarenas. Sin embargo, cabe mencionar que cada provincia es autónoma por lo que cuenta con su propia idiosincrasia, además la música amerindia está presente en las diversas zonas y complementa la cultura nacional. 
Entre los instrumentos coloniales se destaca la marimba, que fue declarada instrumento nacional de Costa Rica el 3 de septiembre de 1996, mediante el decreto N.º 25114-C publicado en el diario oficial La Gaceta N.º 167. Otros instrumentos son el quijongo, las ocarinas, el bajo de cajón, el sabak, las flautas de caña, el acordeón, las chirimías, los tambores, el güiro, la mandolina y la guitarra

## Música folclórica por área geográfica

### Música guanacasteca
La música guanacasteca es la más conocida, cuenta con influencia española, nicaragüense, yucateca, cubana, panameña y colombiana, y se manifiesta en la forma de puntos, batambas, arranca terrones, floreos, parranderas y barranquitas entre otros. Es característico que se acompañe el baile y la música con la entonación de bombas, que son coplas cortas y alegres en forma de cuartetos, en las cuales los hombres y las mujeres se lanzan frases ingeniosas con fondo romántico o picaresco. Gran cantidad de las canciones típicas o folclóricas que se interpretan en Costa Rica provienen de la región guanacasteca, como por ejemplo el Punto guanacasteco, El torito, Pasión, Amor de temporada, Pampa, Luna liberiana, Caballito nicoyano y muchas otras más. Destacan compositores como Jesús Bonilla Chavarría, Héctor Zúñiga Rovira y Ulpiano Duarte.

### Música del Valle Central
La música del Valle Central tiene formas musicales e instrumentos de influencia europea como el acordeón, la trompeta, el violín, el bajo, el saxofón y los timbales. Entre los ritmos más importantes resaltan el vals costarricense, la jota, el tambito, la mazurca y la polka, introducidos por los diversos europeos llegados desde la colonia, y que era representativos de las clases altas de Cartago y San José. La Patriótica costarricense, considerada el segundo himno nacional de Costa Rica, es un ejemplo de vals costarricense. También destacan el floreo, el tambito, y las batambas, entre las que destaca el estilo "jorqueño" (por Vuelta de Jorco, pueblo de Aserrí), donde las canciones se caracterizan porque cada estrofa es más larga que la frase musical, por lo que la letra "no calza bien" con la música, y el cantante debe "echar una carrera" en ciertas partes para no perder el compás, diciendo la letra en forma "atropellada", lo que le da un matiz característico. Ejemplo de este estilo es la canción Maicerita mía, de Trino Vargas e interpretada por Lorenzo Lencho Salazar. Otros géneros importantes son el tambito, el pasillo y los corridos. Del género pasillo la canción (Soy tico) de Carlos Guzmán Bermúdez es un ejemplo de este estilo. También existe otro género llamado aire nacional, más acompasado y similar al vals, en la que destacan las canciones Caña dulce y Guaria morada, ambas consideradas himnos musicales del país. Otras piezas musicales importantes son El tambito josefino (conocido también como Vamos a bailar), La botijuela, La tinaca, Café de Costa Rica, etc. Entre los principales autores de este género se encuentran José Daniel Zúñiga Zeledón (el corrido Costa Rica), Lencho Salazar (El ángel, La serenata, La Segua, El Cadejos, El quijongo, Maicerita mía), María Mayela Padilla (El abuelo, Por eso nos llaman ticos), Hernán Elizondo Arce (Himno al guaro), Eduardo Balo Gómez (Tico de corazón) en la versión de Mauricio Penagos Villegas y Mario Chacón Segura (Así es mi tierra) (Ticas lindas)

### Música puntarenense

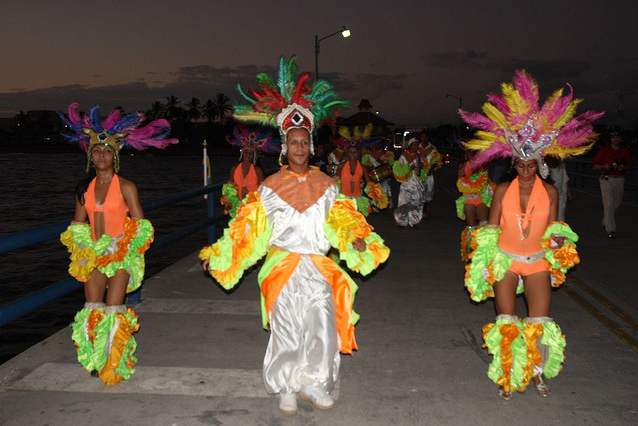
Las comparsas son parte esencial de los Carnavales de Puntarenas.

La música costeña puntarenense tiene sus orígenes en la mezcla de ritmos criollos como el tambito generaleño y la cumbia colombiana. Puntarenas, puerto y ciudad costera, recibió durante la Colonia influencia tanto del Virreinato de Nueva España como el Virreinato de Nueva Granada. Entre los ritmos, el más distintivo es la campera, ritmo alegre que se toca con guitarra. La provincia se caracteriza por la celebración de las tonadas, canciones inspiradas en las "fiestas de los novios", las "velas de los angelitos", el Carnaval de Puntarenas, o las leyendas propias de la región. Otros ritmos de Puntarenas son el pasillo, las comparsas, las parranderas y el bolero costarricense, cuyo mejor exponente es el himno de la provincia, Recordando mi puerto, de Orlando Zeledón y una de cuyas versiones más famosas han sido interpretada por el cantante puntarenense Gilberto Hernández. Representantes de la música puntarenense son Octaviano Solano (Tardes esparzanas), Carlos Luis Soto (El pescador artesanal, Paisajes puntarenenses, Te conocí en Puntarenas), Alexander Flores (Mi Puntarenas, Si me voy pa'l puerto), Freddy Camacho Luna (Canto a mi Puntarenas), Luis Jiménez (Boca del río Barranca), Everardo Saborío (Atardecer porteño) y otros.

### Música caribeña limonense
La música caribeña limonense tiene dos influencias: la española y la afroantillana. Se caracteriza por ser la más rítmica del país. Posee diversas manifestaciones, siendo la más representativa el calipso, patrimonio cultural del país. Otros ritmos del Caribe costarricense son el sinkit, las danzas de cuadrillas, el son y las comparsas, así como el gospel, el jazz, el soul, el hip-hop, el reggae y la socca.

#### El calipso
El ritmo más importante de la música caribeña es el calipso limonense. Surgido en la época colonial en las Antillas de influencia inglesa (Trinidad y Tobago, Jamaica, Bahamas), llegó a la costa caribeña de Costa Rica con la inmigración de afrodescendientes a partir de 1870, y tiene su manifestación propia en esta provincia del Atlántico. Sus raíces se encuentran en el kaiso trinitense, al que el músico limonense adaptó el tempo de la música mento jamaiquina. Se fueron formando pequeños grupos de tres o cuatro músicos que se reunían alrededor de un cantante, que muchas veces improvisaba la letra de las canciones, organizándose pequeños conciertos en playas, bares o en la misma calle. Con el tiempo, el calipso fue incorporando y mezclando otros ritmos hasta crear un sonido original y distintivo. El calipso utiliza instrumentos como el bajo de cajón, el ukulele, el sheky-sheky, las maracas, la guitarra, tambores, bongoes, tumbas y cencerro. Entre sus intérpretes más conocidos, conocidos como "calypsonians", se encuentran Walter Ferguson ("Gavit"), considerado el rey del calipso costarricense, autor de calipsos como Cabin in the wata, Callaloo y Carnaval Day; así como Roberto Kirlew ("Buda"), Cyril Silvan, Herberth Glinton (Nowhere like Limón), Reginald Kenton ("Shanty"), Manuel Monestel y el grupo Cantoamérica. 
Caracterizado por "su crítica social salpicada de humor", el tema principal de los calipsos limonenses es la cotidianidad, centrándose en elementos relevantes de la cultura negra: las comidas, las bebidas y sus usos; se cuentan hechos notables que impactan o impactaron en determinado momento, desde el punto de vista personal del calypsonian, muchas veces opuesto a la opinión de la hegemonía, pero generalmente coincidente con el punto de vista de la minoría negra; se narran las historias de personajes de la tradición oral africana, como Anansi; se resalta la negritud y se celebran sus logros, a la vez que se denuncian la injusticia social, el racismo, la explotación humana y ecológica, y se critica la estructura del Estado. Su "aporte a la identidad y cultura afrolimonense" llevaron al calipso a convertirse en una “destacada expresión del patrimonio cultural inmaterial afrodescendiente de Costa Rica”, por lo que fue declarado por decreto patrimonio cultural inmaterial de Costa Rica desde el año 2012.

#### El sinkit
El sinkit es una expresión musical ligada a las comparsas de carnaval. El término deriva, probablemente, de ritmos traídos por los inmigrantes afroantillanos provenientes de San Cristóbal y Nieves («Saint Kitts and Nevis», por su nombre en inglés), que llegaron a Costa Rica a finales del siglo XIX. El sinkit es un tipo de música interpretada originalmente con tres tipos de tambores: el repartidor (repeater), el fundé y el bombo (bass drum). Este tipo de música se ha ido perdiendo a partir de la incorporación de nuevos estilos y conceptos foráneos en el Carnaval de Limón, a partir de los años 1970, aunque persisten en Limón algunas bandas de sinkit, principalmente en el barrio de Cieneguita.

### Música amerindia
La música amerindia era ante todo de carácter utilitario, es decir, que cumplía una función determinada, en su caso especialmente religiosa: se le utilizaba ante todo para acompañar los ceremoniales y las danzas dedicadas a tal o cual deidad, por ejemplo, «Sibö», máximo dios bribri, o « Cha Cónhe» para los maleku. Incluso la música para bailar, propia de festejos y celebraciones, se incluye en esa categoría porque dichas festividades por lo general estaban asociadas al culto religioso.
Si bien no había, por lo que se sabe, músicos "profesionales" (en el sentido de que su única ocupación fuera la música), sí había el oficio o gremio (en el sentido de un grupo selecto y formado especialmente para ello) de músico, en el cual había aprendices, maestros, y uno o dos músicos principales.
La enseñanza era individual, con un maestro a cargo de un aprendiz, al cual le enseñaba básicamente el dominio de su instrumento y las melodías que habría de utilizar en las ceremonias. Se tiene mejor suerte con respecto a sus instrumentos, aunque aquí hay que decir que se conserva memoria histórica sobre todo de aquellos que por su propia constitución y materiales han conseguido sobrevivir a la carcoma del tiempo.

## Instrumentos coloniales
Entre los instrumentos coloniales destaca la marimba, que fue declarada instrumento nacional de Costa Rica el 3 de septiembre de 1996, mediante el decreto N.º 25114-C publicado en el diario oficial La Gaceta N.º 167. Otros instrumentos son el quijongo, las ocarinas, el bajo de cajón, el sabak, las flautas de caña, el acordeón, las chirimías, los tambores, el güiro, la mandolina y la guitarra.